# پلنگانا
پلنگانا (به لاتین: Pelengana) یک منطقهٔ مسکونی در مالی است که در استان سگو واقع شده‌است.
 پلنگانا ۳۵۹ کیلومتر مربع مساحت و ۵۶٬۲۵۹ نفر جمعیت دارد.